# Thermomucor indicae-seudaticae
Thermomucor indicae-seudaticae är en svampart som beskrevs av Subrahm., B.S. Mehrotra & Thirum. 1977. Thermomucor indicae-seudaticae ingår i släktet Thermomucor och familjen Mucoraceae.   Inga underarter finns listade i Catalogue of Life.